# Форум молодих лідерів світу при Всесвітньому економічному форумі у Давосі
Форум молодих лідерів світу при Всесвітньому економічному форумі у Давосі (The Forum of Young Global Leaders [Архівовано 7 березня 2011 у Wayback Machine.]) – це унікальна спільнота, до якої сьогодні входить понад 800 молодих, талановитих, освічених та надзвичайно успішних людей з усіх куточків світу, які спільними зусиллями творять нове, краще майбутнє для всього людства.

## Історична довідка
Історія створення спільноти починається в 2005 році з моменту перейменування спільноти Майбутніх лідерів світу,що існувала в рамках Світового Економічного Форуму (the World Economic Forum), на Форум молодих лідерів світу.

## Загальна інформація
До складу Форуму обираються найбільш освічені, талановиті, успішні та неординарні особистості з усього світу, які ще не досягли 40-річного віку проте вже встигли продемонструвати свої лідерські якості в масштабах усього світу або в своїй країні. Вони є представниками різних областей та сфер життя – політики, бізнесмени, урядовці, журналісти, діячі мистецтва та культури, науковці,спортсмени, робітники соціальної сфери, громадські діячі та інші. Спілкуючись між собою вони діляться досвідом та навчаються один в одного аби мати повніше бачення світу, тенденцій та процесів, що відбуваються в ньому сьогодні, а отже, мати краще розуміння того, яких змін потребує світ.

## Процес відбору кандидатів
Процес відбору кандидатів є достатньо жорстким та  відбувається за досить суворими критеріями на відповідність високим стандартами, що, в свою чергу, дозволяє позиціювати спільноту як по-справжньому молоде покоління лідерів – учасників Всесвітнього Економічного Форуму.
Аби бути обраним до Форуму молодих лідерів світу, кандидат має бути не старший за 40 років, володіти винятковими лідерськими якостями та мати в своєму здобутку дійсно визначні досягнення, що підтверджені попередньою діяльністю особи на батьківщині. 
З багатьох тисяч кандидатів, які висуваються кожного року, лише невелика кількість близька 100 - 200 неординарних та дійсно видатних особистостей удостоюються честі носити звання члена Форуму молодий лідер світу.

## Учасники
На сьогоднішній день кількість учасників становить понад 800 людей, серед яких відомі та визначні особистості з усього світу, які мають не абиякі досягнення в себе на батьківщині. Серед членів Форуму: швейцарський тенісист Роджер Федерер, засновник соціальної мережі Facebook Марк Цукерберг, наслідний принц Норвегії Хокон Магнус, один із засновників YouTube Чед Херлі, обидва засновники Google Ларрі Пейдж та Сергій Брін, принцеса Бельгії Матільда, один з засновників Skype Ніклас Зеннстрем, засновник Вікіпедії Джиммі Вейлс, віце-президент Forbes Мігель Форбс та багато інших не менш визначних молодих особистостей сьогодення. 
Починаючи з 2006 року учасниками Форуму є також і молоді українці. Першим українцем – молодим лідером світу став у 2006 році Ігор Шевченко - засновник та почесний президент Асоціації правників України [Архівовано 29 квітня 2011 у Wayback Machine.], засновник та до 2007 року керівник юридичної фірми «Шевченко Дідковський та партнери», а нині лідер Мерітократичної партії України. На сьогоднішній день крім Ігоря Шевченка молодими лідерами світу від України є успішний бізнесмен Андрій Колодюк, відома співачка Руслана Лижичко та віце-президент Google Макс Левчин.

## Керівні органи
Керівний орган Форуму – Правління – знаходиться в штаб-квартирі в Женеві та складається з невеликої групи людей, що координує діяльність спільноти та вирішує організаційні питання. 

## Завдання форуму молодих лідерів світу
Основними завданнями, що ставить перед собою Форум молодих лідерів світу є:
1. Зібрати спільноту різних, проте однаково достойних людей зі всього світу засобами організації  форуму Молодих Лідерів Світу в самітах, регіональних подіях, програмах розвитку та зборах по всьому світу. Члени форуму заохочуються навчатися один в одного, та ефективно взаємодіяти задля пошуку інноваційних підходів до вирішення сучасних проблем. Всі події, що проходять в рамках ФМЛС – динамічні та дискусійні, а кожен учасник – дієвий та активний. Співпраця членів Форуму в процесі пошуку нових, нестандартних рішень існуючих проблем, базується на традиційних “відмінностях” світоглядів учасників, їх особистого досвіду та попереднього досвіду країн, представниками яких вони є. Такий незвичний підхід дозволяє отримувати дійсно унікальні, нові рішення сучасних проблем, які носять як глобальний, так і локальний характер.
2. Активізувати наступне покоління лідерів через заохочення їх до проведення наукових дослідів, які надають можливість всім іншим членам форуму отримати знання та краще зрозуміти глобальні світові тенденції, а також сприяє збільшенню унікальної ролі самих дослідників в межах їх організацій та країн звідки вони родом. Таке заохочення відбувається засобами організації всіляких освітніх програм (як, наприклад, програма «Глобальне лідерство та суспільна політика в XXI столітті» в школі Державного управління ім. Джона Ф.Кеннеді Гарвардського Університету
3. Змінити світ на краще, залучаючи спільноту ФМЛС до створення ініціативних груп для вирішення глобальних проблем, що нині стоять перед людством.

## ДІЯЛЬНІСТЬ
Діючи як незалежна та некомерційна організація під патронатом Швейцарського Уряду, Форум молодих лідерів світу працює в рамках Світового Економічного Форуму, щоб об'єднати молодих лідерів в глибокій взаємодії з іншими діячами світу на благо людства.
Так, кожного року за попередньо визначеними пріоритетними напрямками створюються робочі групи (task forces), що спрямовують діяльність учасників у них на вирішення певних проблем конкретної сфери. Наприклад, групи з вивчення проблем довкілля, освіти, медицини, державного управління та інші. Діяльність учасників в групах направлена на створення різноманітних проектів та ініціатив, що надалі виходячи за рамки Форуму набувають глобальних масштабів та починають діяти на благо суспільства та людства в цілому.   
Таким чином, членство в ФМЛС дозволяє його учасникам отримати унікальний досвід у вирішенні цілого ряду проблем аби в подальшому, використовуючи ці знання та навички зробити суттєвий вклад в покращення життя своєї країни та світу в цілому.  У цьому сенсі, Форум молодих лідерів світу – це відмінний баланс прав і обов'язків для його учасників.

## ПОСИЛАННЯ
- Офіційний сайт [Архівовано 19 грудня 2008 у Wayback Machine.]
- Список молодих лідерів світу обраних у 2011 році [Архівовано 9 серпня 2017 у Wayback Machine.]
- Список всіх дійсних членів Форуму на 2011 рік [Архівовано 8 квітня 2011 у Wayback Machine.]
- Проект в рамках Форуму молодих лідерів світу Redesign
- Форум молодих лідерів світу на YouTube [Архівовано 18 липня 2011 у Wayback Machine.]
- Сторінка Форуму молодих лідерів світу на Twitter [Архівовано 5 березня 2011 у Wayback Machine.]